# Artonis gallana
Artonis gallana är en spindelart som först beskrevs av Pietro Pavesi 1895.  Artonis gallana ingår i släktet Artonis och familjen hjulspindlar.
Artens utbredningsområde är Etiopien. Inga underarter finns listade i Catalogue of Life.